# Thymus pulcherrimus
Thymus pulcherrimus là một loài thực vật có hoa trong họ Hoa môi. Loài này được Schur miêu tả khoa học đầu tiên năm 1859.

## Hình ảnh

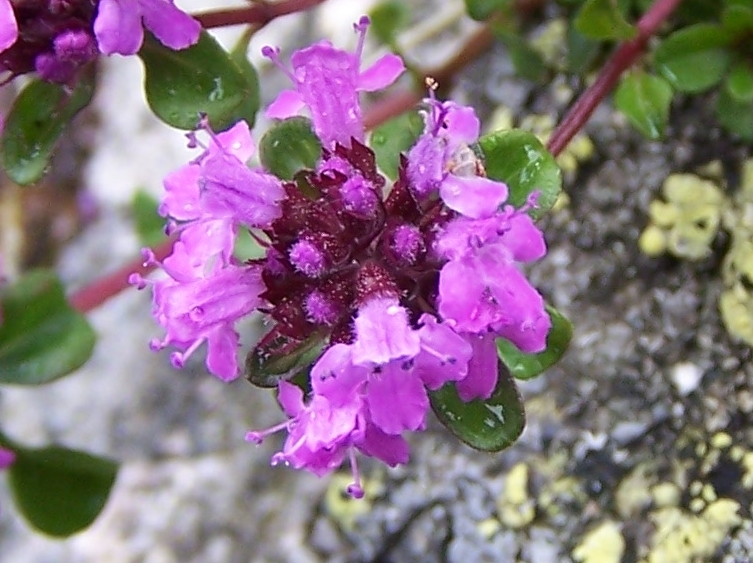